# Djeballah Khemissi
Djeballah Khemissi là một đô thị thuộc tỉnh Guelma, Algérie. Dân số thời điểm năm 2002 là 3.87 người.